# Court circuits
 (mai 2023).
Pour les articles homonymes, voir Court-circuit (homonymie).
Pour plus de détails, voir Fiche technique et Distribution.
Court circuits est un  film français de Patrick Grandperret, sorti en 1981.

## Synopsis
Gérald, ex-champion de compétitions motocyclistes, à la suite d'un accident qui lui a valu de perdre l'usage du bras droit, s'est reconverti dans l'entraînement sportif de jeunes coureurs. Mais comme il ne parvient pas à rentabiliser son affaire, il se compromet dans un cambriolage prévu pour être substantiel et qui, de fil en aiguille, se solde par son arrestation pour détention de quelques drogues dont il ne savait que faire, dérisoire revenu d'un « casse » raté.

## Fiche technique
- Titre original : Court circuits
- Réalisation : Patrick Grandperret
- Scénario : Gérald Garnier, Patrick Grandperret, Nikos Papatakis
- Photographie : Jacques Loiseleux, Bernard Lutic, Dominique Le Rigoleur
- Son : Yves Zlotnicka
- Montage : Claude Reznick, Dominique Gallieni
- Musique : Dominique Dalmasso
- Production : Patrick Grandperret
- Société de production : Basta Films (France)
- Sociétés de distribution : Les Films Molière (France), RGP Distribution (France), K-Films Vidéo (France)
- Pays d'origine :  France
- Langue : français
- Format : couleur — 35 mm — monophonique
- Genre : comédie dramatique
- Durée : 93 minutes
- Date de sortie :  11 février 1981
- (fr) Mentions CNC : tous publics, Art et Essai (visa d'exploitation no 52710 délivré le 5 février 1981)

## Distribution
- Gérald Garnier : Gérald
- Dominique Bonnaud : José/Domino
- Jacques Bolle : Jacques
- Christian Boucher : Christo
- Pierre Trapet : Pierrot
- Jacqueline Jolivet : la petite amie de Jacques
- Jean-Paul Muel : le premier inspecteur

## Distinctions
- 1981 : prix Jean-Louis Bory